# ヴィニアナ・リワイ
ヴィニアナ・リワイ（Viniana Riwai、1991年6月6日 - ）は、フィジーの女子サッカー選手及び女子ラグビー選手。

## プロフィール
- フィジー出身。
- サッカーのポジションはミッドフィールダー。
- ラグビーのポジションはセンター(CTB)。
- 身長 165cm、体重 70kg。
- サッカーフィジー女子代表に選ばれたことがある[1]。

## 略歴
2016年、リオ五輪の7人制女子フィジー代表に選ばれた。そして2021年、東京五輪の7人制女子フィジー代表に選ばれて銅メダル獲得。